# Ilkley Moor
Ilkley Moor fait partie de Rombalds Moor, une lande s'étendant entre Ilkley et Keighley dans le  West Yorkshire, en Angleterre. La lande, qui culmine à 402 m d'altitude, est connue comme étant l'inspiration de "l'hymne du comté" du Yorkshire On Ilkla Moor Baht 'at (dialecte pour 'sur Ilkley Moor sans chapeau').

## Géologie
Pendant la période carbonifère (il y a 325 millions d'années), Ilkley Moor faisait partie d'une zone marécageuse au niveau de la mer alimentée par des canaux fluviaux sinueux venant du nord. Les couches des faces érodées des berges des ravins des cours d'eau de la région représentent le niveau de la mer avec diverses marées déposant différentes sortes de sédiments. Pendant une longue période, les sédiments ont été cimentés et compactés en couches de roche dure. Les forces géologiques ont soulevé et incliné les strates un peu vers le sud-est, produisant de nombreuses petites fractures ou failles. Depuis la fin du Carbonifère, plus d'un millier de mètres de roches houillères ont été complètement enlevés de la région par l'érosion. Au cours du dernier million d'années, les glaciers de la période glaciaire ont modifié la forme de la vallée de Wharfe, l'approfondissant, la lissant et laissant derrière eux des débris glaciaires. Le « grain de meule (en) » donne non seulement du caractère à la ville d'Ilkley, mais donne à la région ses sols acides, ses landes de bruyère, son eau douce et ses figures rocheuses.

## Histoire

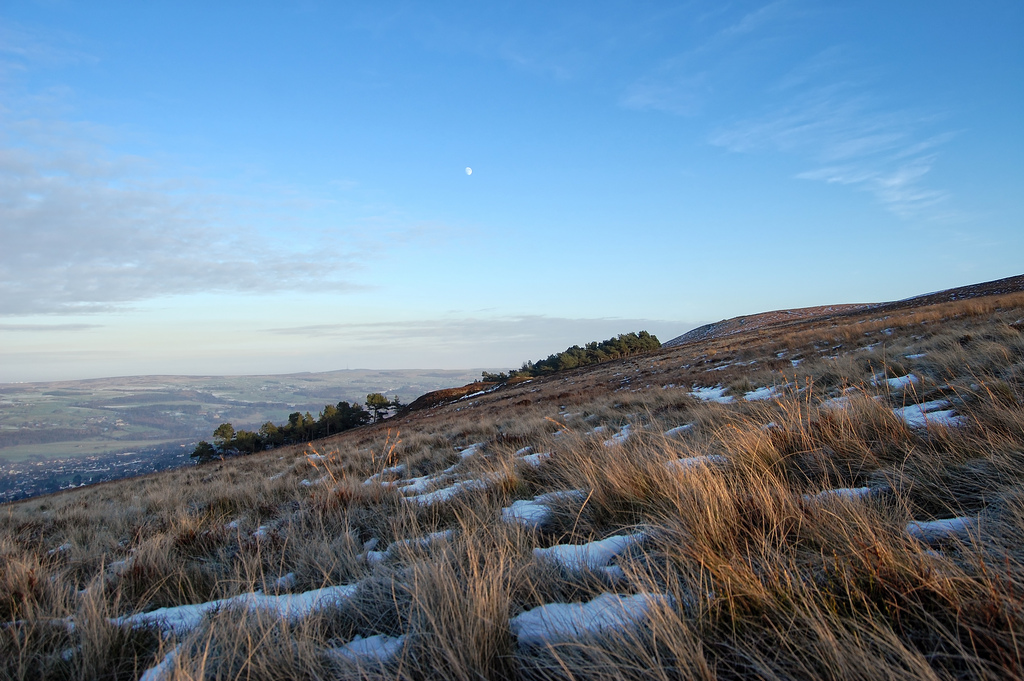
Ilkley Moor dans la lumière du soir.

Au nord, là où la lande descend à pic vers le village de Ben Rhydding, un satellite de la ville d'Ilkley, se trouvent deux zones d'escalade de roche meulière : Rocky Valley et Ilkley Quarry.
Ilkley Quarry est le site du célèbre Cow and Calf (la vache et le veau), une grande formation rocheuse composée d'un affleurement (la vache) et d'un rocher qui s'en est détaché (le veau). Ces rochers, également connus sous le nom de Hangingstone Rocks, sont faits de gravier de meulière, une variété de grès. La légende raconte qu'il y avait autrefois aussi un "taureau", mais dont la pierre a été exploitée pendant le boom de la ville thermale dont Ilkley faisait partie au XIXe siècle. Cependant, aucun des historiens locaux n'a fourni de preuve de l'existence de ce taureau.
Selon la légende, le veau a été séparé de la vache lorsque le géant Rombald, fuyant un ennemi, a piétiné le rocher alors qu'il bondissait à travers la vallée. L'ennemi, dit-on, était sa femme en colère. Elle a laissé tomber les pierres tenues dans sa jupe pour former la formation rocheuse locale The Skirtful of Stones.
En juillet 2006, un incendie majeur sur la lande en a détruit entre un quart et la moitié.
Certaines séquences de Gunpowder (2017), une série télévisée de la BBC, ont été tournées à Ilkley Moor.